# Riad

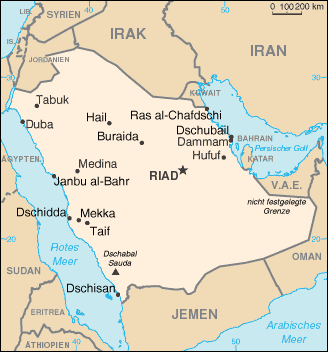
Lage von Riad in Saudi-Arabien

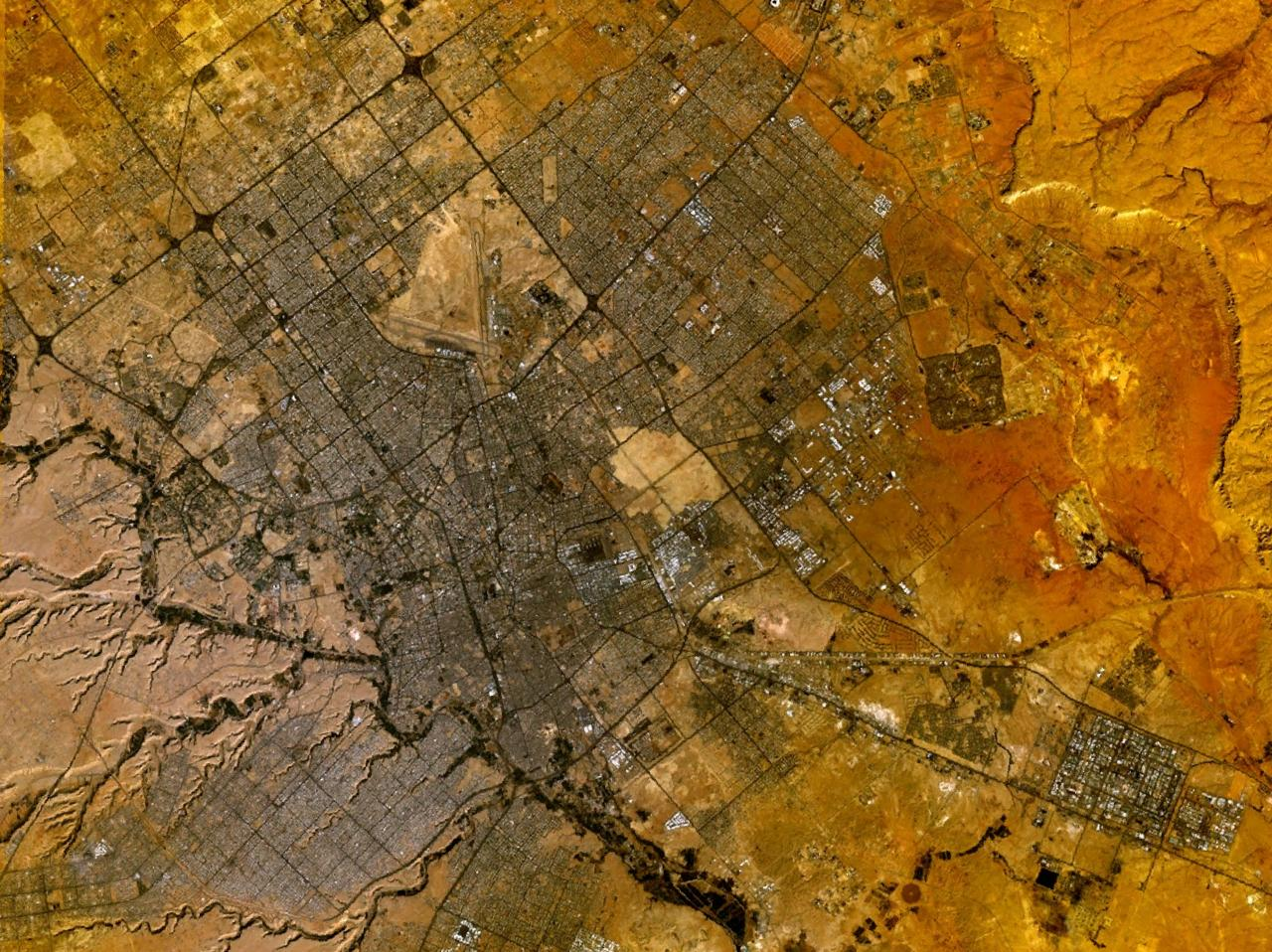
Satellitenbild von Riad, Mai 2005

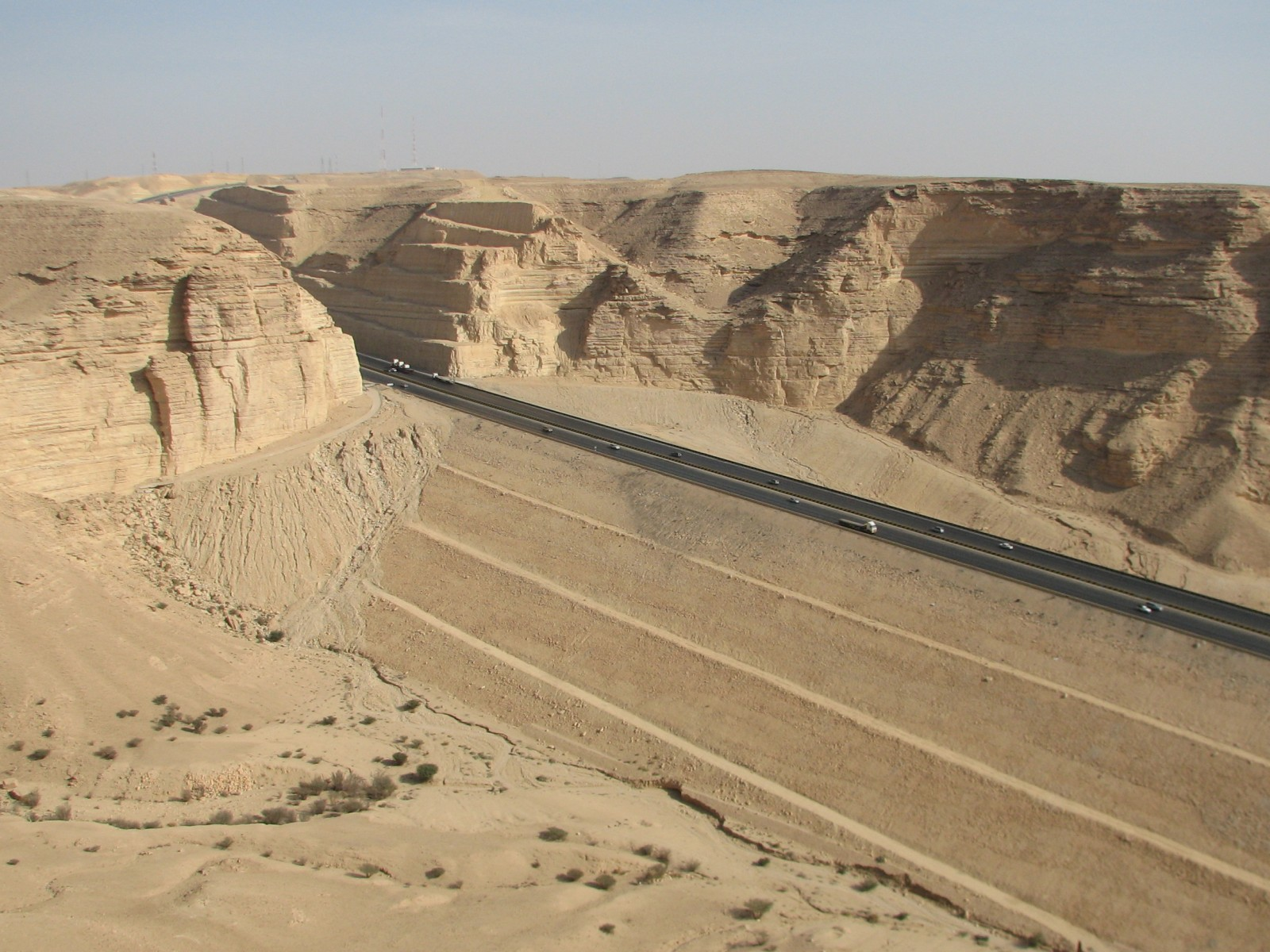
Straße nach Mekka beim Jebel Tuwaiq nahe Riad

Riad (arabisch الرياض, DMG ar-Riyāḍ ‚die Gärten‘) ist die Hauptstadt des Königreichs Saudi-Arabien und der gleichnamigen Provinz. Die Stadt hat 7,8 Millionen Einwohner, die Provinz 8,5 Millionen (Stand 2024). 
Die Stadt ist das wirtschaftliche, administrative und kulturelle Zentrum des Landes. Sie beherbergt zahlreiche Universitäten, Museen sowie Baudenkmäler. Riad ist Sitz der saudi-arabischen Regierung, des Parlaments, aller staatlichen Zentralbehörden sowie zahlreicher diplomatischer Vertretungen.
Riad ist seit der Unabhängigkeit Saudi-Arabiens im Jahr 1932 Hauptstadt. Historisch ist sie ein sehr wichtiger Durchreiseort des arabischen Raums, der Pilgerwege nach Mekka und Medina, der bedeutendsten Pilgerstätten des Islam. In Riad befindet sich seit 1824 der Hauptpalast des Königshauses Saud.

## Geographie

### Geographische Lage
Riad ist in der Mitte der Arabischen Halbinsel in der Region Nadschd (auch Nedschd/Nedjd) gelegen. Die Stadt liegt durchschnittlich 612 Meter über dem Meeresspiegel und ist von Wüste umgeben. Im Westen reicht die Stadt heute bis an das Wadi Hanifa und zum Teil darüber hinaus.
Das Stadtgebiet hat eine Fläche von 1554 Quadratkilometern, das entspricht etwa der Fläche Londons. Die Umgebung von Riad ist topographisch sehr vielfältig.

### Stadtgliederung
Riad gliedert sich in 17 Stadtbezirke:
| - al-Hā′ir - asch-Schafā - ar-Rauda - as-Salī - asch-Schamāl - al-Bathā' | - ad-Dīra - ʿIrqa - Itaiqa - al-Maʿadar - al-Malaz - Manfūha | - Murraba - an-Nassīm - al-ʿUlayyā - asch-Schumaisī - al-ʿUraidschā' |  |

### Klima
Riad befindet sich in der subtropischen Klimazone. Die durchschnittliche Jahrestemperatur beträgt 25,6 Grad Celsius. In den Sommermonaten zwischen Mai und September steigt die durchschnittliche maximale Temperatur auf 38,9 bis 43,4 Grad Celsius, begleitet von starker Sonneneinstrahlung; Regen ist während dieser Zeit des Jahres äußerst unwahrscheinlich. Temperaturen über 50 Grad Celsius sind nicht ungewöhnlich, und auch in der Nacht sinken diese selten unter 20 Grad Celsius. Die minimalen Temperaturen liegen im Sommer bei 25,5 bis 28,9 Grad Celsius im Mittel.
Die Luftfeuchtigkeit ist sehr gering und liegt in der Regel unter zehn Prozent. Staubstürme aus den Wüsten in der Umgebung sind im Sommer ein normales Ereignis. Die jährliche Niederschlagsmenge von etwa 99 Millimeter im Mittel fällt fast ausschließlich im Zeitraum von Dezember bis April. Im Winter, zwischen Dezember und Februar, beträgt die maximale Temperatur durchschnittlich 20,3 bis 22,7 Grad Celsius. Die minimalen Temperaturen liegen im Winter bei 8,9 bis 10,7 Grad Celsius im Mittel.
|                       | Jan  | Feb  | Mär  | Apr  | Mai  | Jun  | Jul  | Aug  | Sep  | Okt  | Nov  | Dez  |   |      |
| Mittl. Tagesmax. (°C) | 20,3 | 22,7 | 26,7 | 32,9 | 38,9 | 42,2 | 43,4 | 43,1 | 40,3 | 34,8 | 27,6 | 22,0 | ⌀ | 33   |
| Mittl. Tagesmin. (°C) | 8,9  | 10,7 | 14,6 | 19,9 | 25,5 | 27,4 | 28,9 | 28,6 | 25,6 | 20,9 | 15,3 | 10,5 | ⌀ | 19,8 |
|                       |      |      |      |      |      |      |      |      |      |      |      |      |   |      |
| Niederschlag (mm)     | 12,3 | 5,8  | 30,2 | 23,3 | 6,2  | 0,0  | 0,0  | 0,3  | 0,0  | 2,3  | 7,4  | 11,2 | Σ | 99   |
|                       |      |      |      |      |      |      |      |      |      |      |      |      |   |      |
| Sonnenstunden (h/d)   | 7,3  | 8,5  | 7,8  | 8,7  | 9,3  | 11,1 | 10,7 | 10,6 | 10,0 | 9,1  | 8,0  | 7,1  | ⌀ | 9    |
|                       |      |      |      |      |      |      |      |      |      |      |      |      |   |      |
| Regentage (d)         | 5,8  | 4,1  | 10,8 | 10,6 | 3,9  | 0,0  | 0,1  | 0,3  | 0,1  | 1,7  | 3,4  | 6,5  | Σ | 47,3 |
|                       |      |      |      |      |      |      |      |      |      |      |      |      |   |      |
| Luftfeuchtigkeit (%)  | 50   | 40   | 35   | 33   | 22   | 14   | 15   | 14   | 18   | 24   | 37   | 46   | ⌀ | 29   |

| 8,9 |

| 10,7 |

| 14,6 |

| 19,9 |

| 25,5 |

| 27,4 |

| 28,9 |

| 28,6 |

| 25,6 |

| 20,9 |

| 15,3 |

| 10,5 |

| 8,9 |

| 10,7 |

| 14,6 |

| 19,9 |

| 25,5 |

| 27,4 |

| 28,9 |

| 28,6 |

| 25,6 |

| 20,9 |

| 15,3 |

| 10,5 |

## Geschichte

### Entstehung
Die Stadt verdankt ihre Entstehung dem Wadi Hanifa und der benachbarten Stadt Dirʿiyya (heute ein Freiluftmuseum und nördlicher Vorort). In Dirʿiyya wurde die Staatsreligion, der Wahhabismus, entwickelt. Seit 1824 war sie das Zentrum der Dynastie der Saud. Nach der Eroberung durch Abd al-Aziz ibn Saud im Jahr 1902 begann von hier die Vereinigung der Beduinenstämme des zentralen Arabien, was 1932 zur Gründung des Königreichs Saudi-Arabien führte.
Die ersten namentlich greifbaren Siedler in der Gegend waren die halb legendären Jadis. Die Kinda erlangten um 425 mit Hilfe der Himjar aus dem heutigen Jemen die Oberherrschaft im Nadschd. Im Jahr 540 zerstörten die Lachmiden die inzwischen in mehrere Reiche zerfallene Herrschaft der Kinda in Zentralarabien. Im 5. Jahrhundert wurde das Wadi und die alten Städte Hadschar al-Yamama, das unter dem heutigen Zentrum von Riad vermutet wird, und al-Chardsch, welches weiter im Südosten lag (heute Ruinen), von dem Stamm der Bani Hanifa übernommen. Al-Yamama, der Staat der Hanifah, florierte im 6. und 7. Jahrhundert. Zwei der Herrscher, Hawdha bin Ali und Musailima („der falsche Prophet“), spielten in der Zeit vor der endgültigen Konversion zum Islam eine wichtige Rolle.
Unweit von al-Dschubaila in Aqraba kam es im Jahr 634 zu Kämpfen im Ridda-Krieg. Nach der Einführung des Islams blieb Hadschar noch bis gegen 900 ein bedeutender Ort, danach scheint die ganze Gegend verarmt zu sein, während sich die politischen Zentren des Islams immer weiter von Arabien entfernten. Ibn Battūta berichtete aber noch 1331 bis 1332 von Hadschar als schöner und fruchtbarer Stadt mit Bächen voll Wasser und vielen Bäumen. Die Stadt hat noch bis ins 15. Jahrhundert existiert und als Stammsitz der Bani Hanifah gedient.
Najdah ibn 'Amir al-Hanafi gründete in der zweiten Hälfte des 7. Jahrhunderts einen charidschitischen Staat in der Region al-Yamamah. Von hier aus eroberte er die Ostküste im Bereich von Bahrain und der Stadt Qatif. Im Westen besetzte er die Stadt Taif unweit von Mekka. Sein Reich verfiel allerdings bald nach seiner Ermordung im Jahr 692.
Der Stamm der Banu Uchaidhir errichtete um 866 ein Reich, das die Region des südlichen Nedschd von ihrer Hauptstadt al-Chidrima, nahe dem heutigen al-Chardsch südlich von Riad, aus beherrschte. Dieses Reich wurde von den Karmaten aus al-Hasa zerstört.
Im 15. Jahrhundert kam es im Nadschd zu vielen Umsiedlungen und intensiverer Nutzung der Oasen. Ibn Dir, der Häuptling der ad-Dir, eines Clans der Bani Hanifa aus Hadschar, wollte das Wadi besser nutzen und lud 1446 den mit ihm verwandten Stamm der Murada aus der Gegend von al-Qatif am Persischen Golf ein, hier zu siedeln. 

### Frühe Neuzeit
Ghasiba war der erste Hauptort der Murada „Wadi-Oase“ Dirʿiyya im Wadi Hanifa. Das südliche Nadschd wurde später zunächst allerdings von al-Uyainah (al-Uyaynah; im nördlichen Wadi westlich von al-Dschubaila) aus beherrscht. In den späten 1680er Jahren machte Muqrin bin Markhan at-Turaif am westlichen Wadi-Ufer zum Hauptort von Dirʿiyya. Ab 1725 beherrschte Dirʿiyya unter Muhammad ibn Saud (1735–1765), dem Gründer des ersten Saudi-Staates, das südliche Nadschd.
Am östlichen Wadi-Ufer gegenüber von at-Turaif liegt der Ort Budschairi, wo die Familie des Scheichs Muhammad ibn ʿAbd al-Wahhāb (1703–1792) residierte, nachdem sie aus al-Uyaina vertrieben worden war. Nach 1745 wurde dieser bedeutender als der Scheich Muhammad Ibn Saud, der in at-Turaif residierte, sich der Reformbewegung der Wahhabiten anschloss und 1744 mit dem Imam Muhammad bin Abd Al-Wahhab einen Pakt schloss. Die Al Saud brachten den Großteil der Arabischen Halbinsel unter ihre Herrschaft und drangen in das Hedschas vor, wo sie 1806 Mekka eroberten.
In at-Turaif vollendete der Imam Sa'ud ibn 'Abd al-'Aziz (Imam 1803–1814) die Salwa-Paläste. Der bekannteste Baumeister dieser Zeit in Dirʿiyya war Ibn Hazam. Der osmanische Sultan wollte die neue Macht in Zentralarabien einschränken und ließ Muhammad Ali Pascha von Ägypten einen Feldzug durch das Nadschd machen. Der Befehlshaber der Armee war Ibrahim Pascha, der Sohn von Muhammad Ali Pascha. Dieser ließ Dirʿiyya erobern und zerstören. Die wichtigsten Mitglieder des Clans der Saudis wurden gefangengesetzt und zum Teil verschleppt oder hingerichtet.

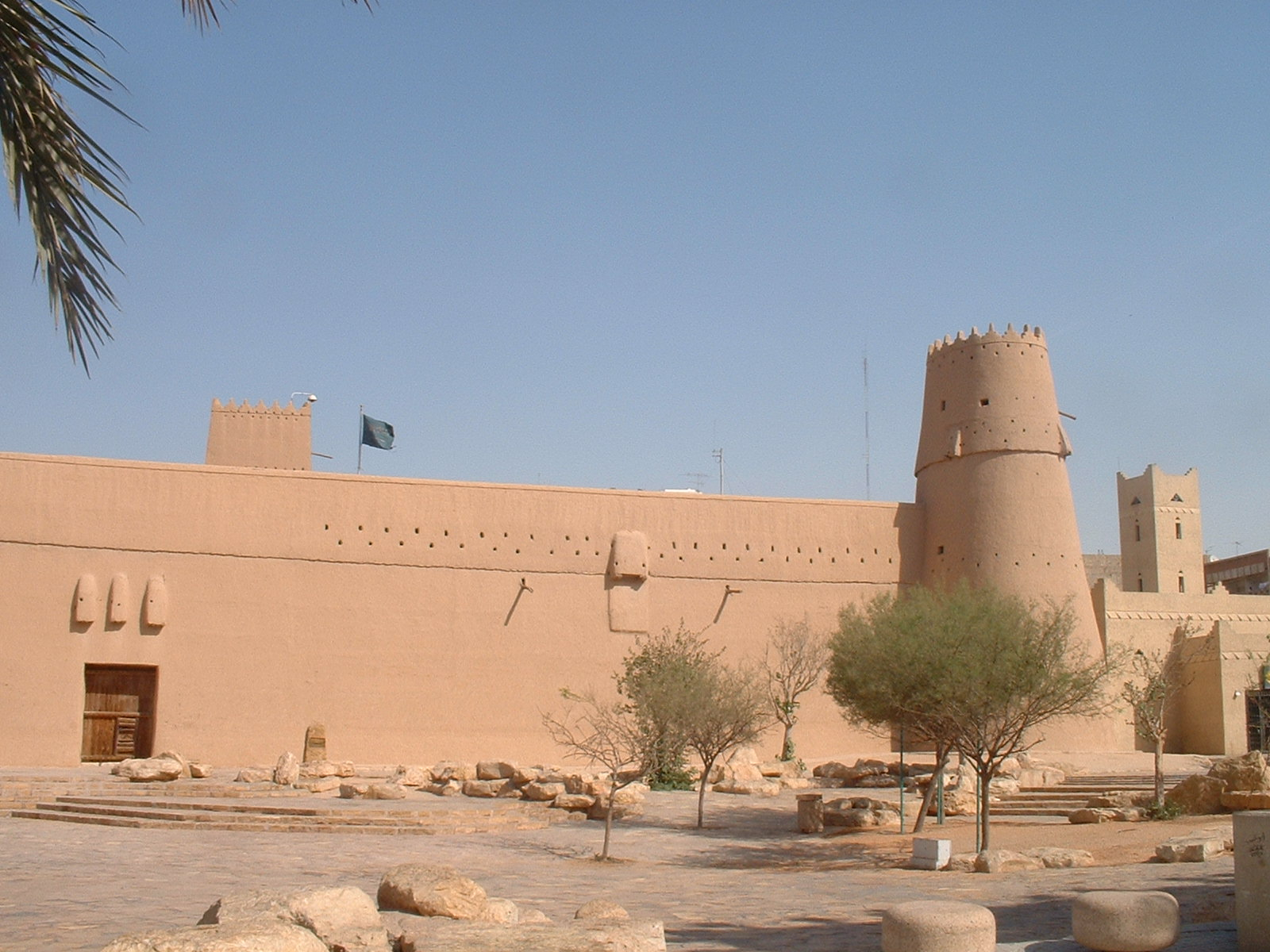
Das 1865 erbaute Fort al-Masmak von Süden mit dem Haupteingang

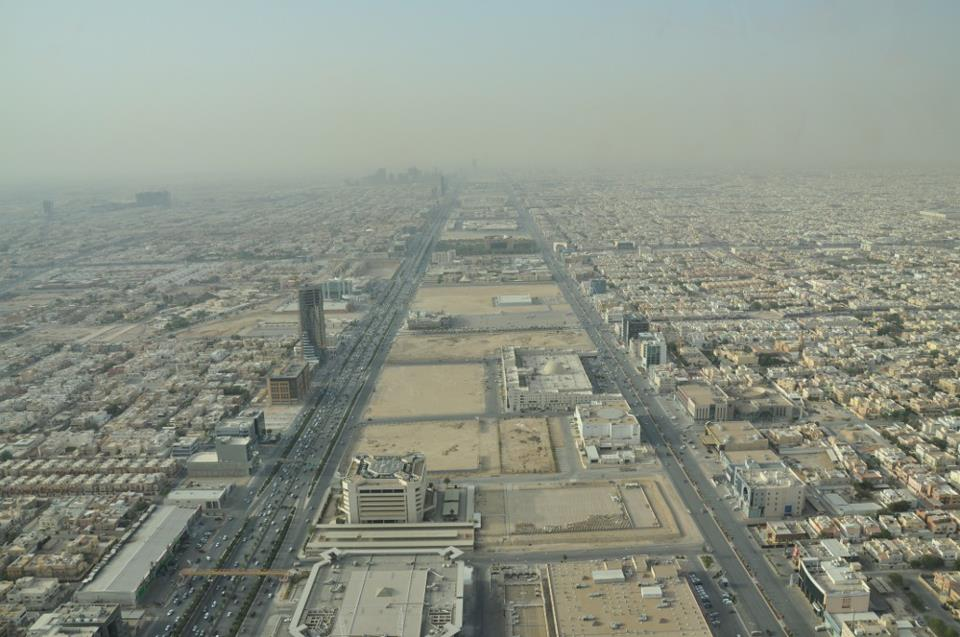
Blick auf Riad, Kingdom-Tower-Brücke

### Moderne
Die Familie al-Saud machte 1824 die junge Stadt Riad zu ihrem neuen Herrschersitz. Diese war 1735 auf den Ruinen von Hadschar zunächst als ummauerter Garten entstanden. Die hier entstandene Siedlung wurde von Dirʿiyya aus häufig überfallen und schließlich 1773 von Abd al-Aziz ibn Muhammad erobert.
Unter den Herrschern Imam Turki as-Saud (1824–1834) und seinem Sohn Faisal (1834–1838 und 1843–1865) entstand der zweite Saudische Staat. Als Regierungssitz diente das 1865 gebaute Fort Masmak in Riad. Im Norden des Nadschd stieg die Macht der ar-Raschid von Ha'il, während die Saudis durch interne Machtspiele geschwächt wurden, so dass sie bald auch den Süden eroberten und die Familie al-Saud 1891 nach Kuwait ins Exil ging.
Im Jahr 1902 wurde Riad von Abd al-Aziz ibn Saud (1880–1953) zurückerobert, indem er das Fort al-Masmak stürmte. Von hier aus vertrieb er die Osmanen aus al-Hasa, unterwarf 1921 Hail, annektierte 1923 das Emirat Asir, eroberte, nachdem der Scherif von Mekka Hussein ibn Ali 1924 nach der Kalifenwürde griff, 1924/1925 Mekka und nannte sich ab 1926 König des Nadschd und Hedschas. Im Jahr 1932 gründete er das Königreich Saudi-Arabien.
Seit den 1940er Jahren entwickelte sich Riad von einer relativ engen, räumlich isolierten Stadt zu einer großzügig angelegten Metropole. Nach dem Vorbild amerikanischer Städte wurden die neuen Siedlungen und ganze Stadtteile schachbrettartig angelegt und über leistungsfähige Hauptstraßen mit den inneren Bereichen verbunden. Das Bevölkerungswachstum der Stadt betrug zwischen 1974 und 1992 durchschnittlich 8,2 Prozent pro Jahr.
Seit den 1990er Jahren kommt es in Riad immer wieder zu Anschlägen auf Einheimische und Ausländer sowie zu Protesten gegen das Königshaus. Am 13. November 1995 forderte die Explosion einer Autobombe vor einem Schulungsgebäude der saudischen Nationalgarde sieben Tote, darunter fünf US-amerikanische Ausbilder. Am 12. Mai 2003 starben bei einer Selbstmordanschlagsserie gegen US-amerikanische Zivilisten 34 Menschen. Am 8. November 2003 forderte ein Autobombenanschlag auf Wohnviertel mit Saudis und arabischen Ausländern 18 Tote. Alle Anschläge werden der al-Qaida, einem Netzwerk islamistischer radikal-militanter Gruppen zugeschrieben. Am 23. Juni 2006 stürmten in Riad saudische Sicherheitskräfte ein mutmaßliches Versteck der al-Qaida. Bei dem Feuergefecht starben sechs Extremisten und ein Polizist.
Vom 1. Oktober 2029 bis zum 31. März 2031 soll in Riad die Weltausstellung Expo 2030 stattfinden.

### Einwohnerentwicklung

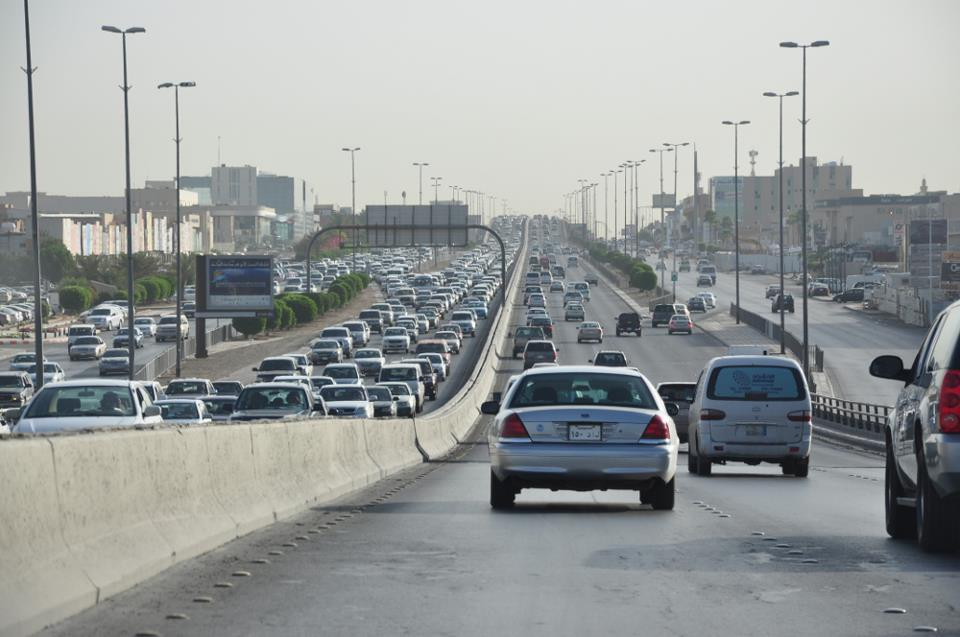
Verkehrsüberlastete Straße in Riad 2012

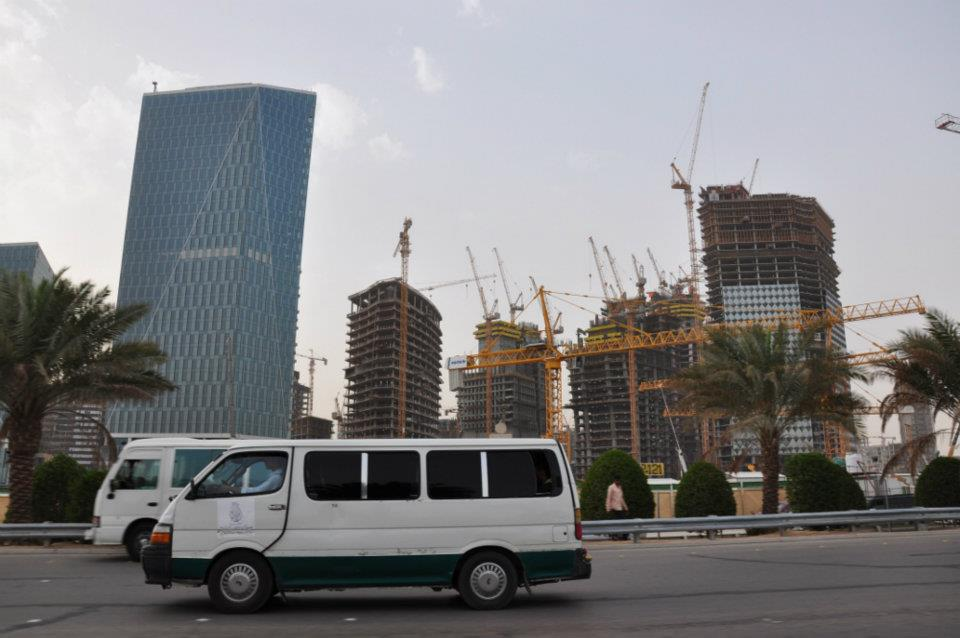
Neues Finanzviertel, Northern Ring Road Riad

Lebten 1862 erst 7.500 Menschen in Riad, so waren es 1900 bereits 30.000. Besonders in der zweiten Hälfte des 20. Jahrhunderts erlebte die Stadt ein rasantes Bevölkerungswachstum. Bis 1950 stieg die Bevölkerungszahl auf nur 120.000. Die Millionengrenze wurde dann um 1977 erreicht und im Jahr 1980 lebten in der Hauptstadt 1,3 Millionen Menschen. Die Volkszählung am 15. September 2004 ergab eine Einwohnerzahl von 4.087.152. Im Jahr 2010 hatte Riad schließlich 4,85 Millionen Einwohner. Für 2014 wurden 5,23 Millionen Einwohner geschätzt. Die Stadt wird planvoll vor allem auf riesigen Freiflächen im Norden erweitert, ein weiteres Wachstum ist absehbar und von der Infrastruktur her durchaus verkraftbar.
Die ursprünglichen Einwohner waren fast ausschließlich Araber. Heute sind 90 Prozent der Bevölkerung arabischer Abstammung, entweder einheimische Saudis aus den ländlichen Räumen oder Menschen aus dem arabischen Raum, vornehmlich Ägypter, Jordanier, Palästinenser, Syrer und Libanesen. Die restlichen zehn Prozent sind zum größten Teil afrikanischer oder asiatischer Abstammung. Nicht arabischstämmige Ausländer sind meist als Gastarbeiter tätig. Die Bevölkerung besitzt eine stabile soziale Absicherung, jedoch steht diese nur Staatsangehörigen kostenlos zu.
Die in Riad beschäftigten Gastarbeiter kommen zumeist aus dem asiatischen Raum – Indien, Pakistan, Bangladesch, Sri Lanka, Malediven, Malaysia, den Philippinen, Indonesien, Brunei und afrikanischen Ländern – Sudan, Äthiopien, Eritrea, Dschibouti, Somalia, Kenia, den Komoren, Tschad und Mauretanien. Aber auch sehr viele sind aus dem Iran, der Türkei und Zentralasien. Diese überwiegend jüngeren, männlichen Arbeitsmigranten sind vor allem in den geringer qualifizierten oder schwer körperlichen Tätigkeitsbereichen beschäftigt, in denen Saudis nicht arbeiten wollen.
Hocharabisch ist Amtssprache, Englisch gilt als Sprache des Handels, außerdem werden noch einige arabische Dialekte gesprochen, die aber im offiziellen Gebrauch kaum Anwendung finden.
Die folgende Übersicht zeigt die Einwohnerzahlen nach dem jeweiligen Gebietsstand.

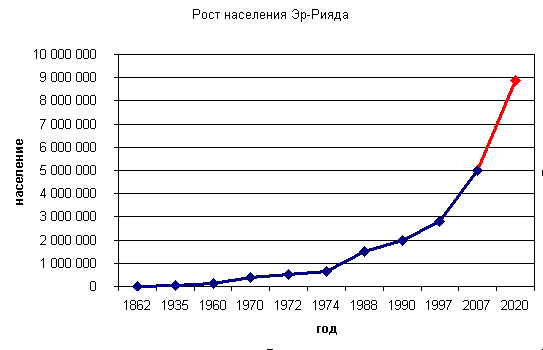
Bevölkerungsentwicklung 1862–2020

| Jahr | Einwohner |
| ---- | --------- |
| 1862 | 7.500     |
| 1900 | 30.000    |
| 1910 | 28.000    |
| 1930 | 20.000    |
| 1935 | 30.000    |
| 1950 | 120.000   |
| 1956 | 100.000   |
| 1958 | 115.000   |
| 1960 | 150.000   |
| 1962 | 169.000   |
| 1965 | 225.000   |
| 1970 | 370.000   |

| Jahr | Einwohner     |
| ---- | ------------- |
| 1972 | 500.000       |
| 1974 | 666.840       |
| 1980 | 1.250.000     |
| 1985 | 1.800.000     |
| 1990 | 1.975.000     |
| 1992 | 2.776.096     |
| 1994 | 3.100.000     |
| 2004 | 4.087.152     |
| 2008 | 4.606.888     |
| 2010 | 4.850.000     |
| 2014 | ca. 5.231.000 |
| 2022 | 6.924.566     |

## Politik

### Stadtregierung

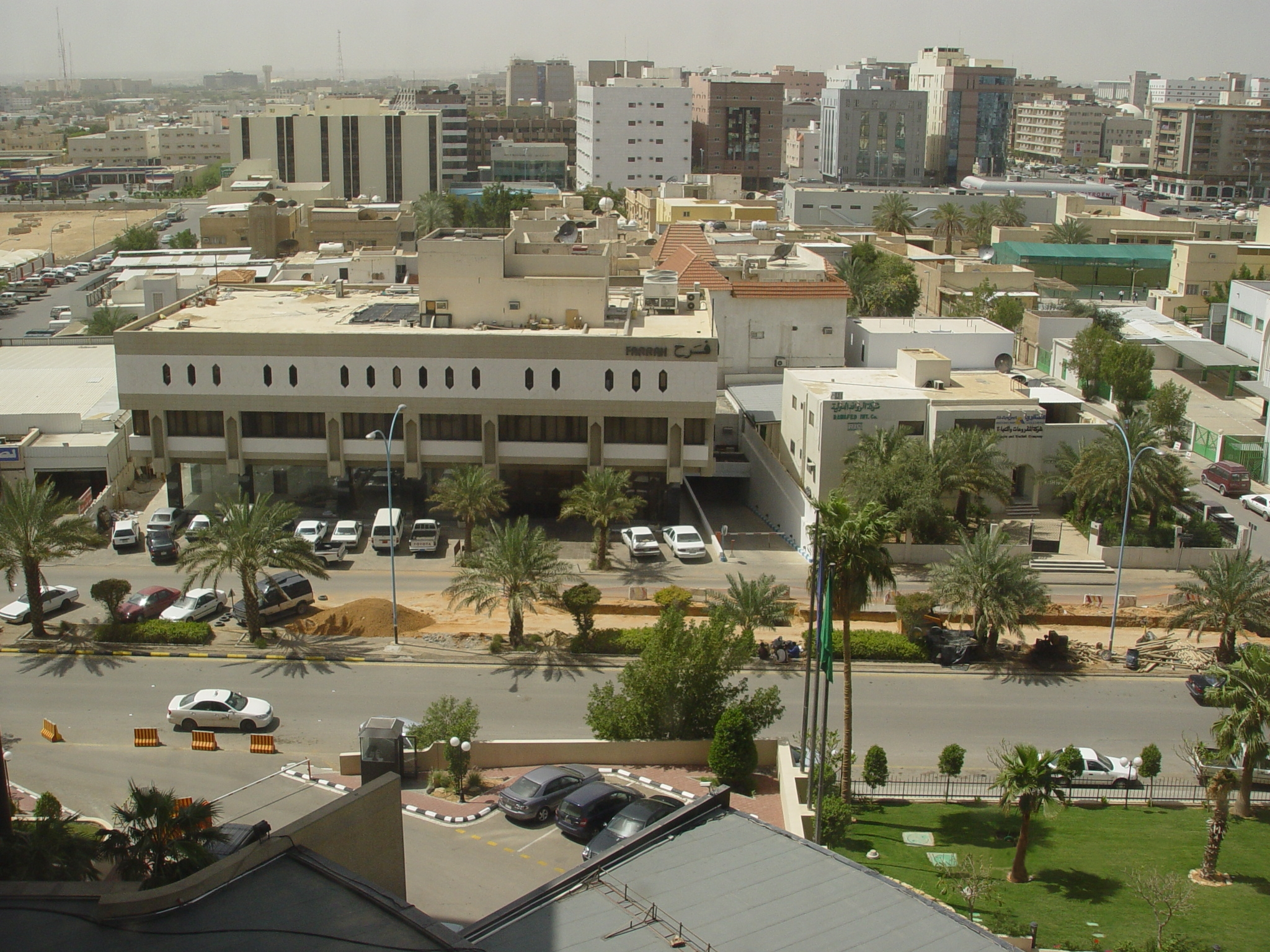
Blick auf die Stadt

Bürgermeister von Riad ist seit 2012 Abdullah Bin Abdulrahman Al-Muqbil, der den seit 1998 regierenden Abdul Aziz ibn Ayyaf Al-Miqrin ablöste. Am 10. Februar 2005 fanden erstmals seit 30 Jahren in der Hauptstadt Kommunalwahlen statt. Dabei wurde die Hälfte der 14 Mitglieder des Gemeinderates neu gewählt. Die andere Hälfte wird weiter von der saudischen Regierung ernannt. 140.000 der 470.000 Wahlberechtigten (29,8 Prozent) hatten sich registrieren lassen.
Insgesamt bewarben sich 646 Kandidaten für die sieben Sitze im Gemeinderat. Die Wahlen gewannen auf Grund der Empfehlung von Klerikern überwiegend konservative Kandidaten, darunter meist Imame von Moscheen und Mitarbeiter islamischer Wohlfahrtsorganisationen. Aufgabe des Gemeinderates ist die Erstellung von Haushaltsplänen, die Ausarbeitung von Verträgen, die Entscheidung über die Ansiedlung von Unternehmen sowie Systemstudien und Kostenberechnungen.

### Städtepartnerschaften
Riad unterhält mit folgenden Städten eine Partnerschaft:
 Acapulco, Mexiko
 Paris, Frankreich

## Kultur und Sehenswürdigkeiten

### Bauwerke
Beachtenswerte Bauten der Stadt sind die beiden Hochhäuser Al Faisaliyah und Kingdom Centre (Al Mamlaka), der internationale Flughafen „König Khalid“, das König-Fahd-Stadion für 75.000 Zuschauer, des Fort Masmak (altes Fort, dessen Eroberung durch den Staatsgründer Abdul Aziz die Keimzelle des heutigen Staates ist), die Sahat al-Hukm und Qasr al-Hukm (mit Rathaus und Justizpalast) sowie der 170 Meter hohe Fernsehturm Riad. Einem riesigen UFO ähnelt das auffallende Gebäude des Innenministeriums.
Vieles bei der Expansion der Hauptstadt, damals noch in Lehmbauweise, wurde in den 1920er und 1930er Jahren vom Baumeister Muraikan beaufsichtigt. Die Familie Al Saud residierte in ihrem Palast bei al-Badi'a im Batin am Wadi Hanifa ein paar Kilometer weiter südlich von al-Dir'iyya wo das Wadi einen Bogen nach Riad macht. Kurz vor 1937 wurde dort ein neuer Sommerpalast mit Gästehaus unweit des alten Palastes gebaut. Auf der gegenüberliegenden Seite des Wadis entstand vor 1937 eine neue Moschee.
Etwas nördlich von Riad wurde zwischen 1936 und 1938 unter der Aufsicht des Baumeisters Ibn Qabba der Murabba-Palast gebaut (Qasr al-Murabba'), er diente als Familien- und Regierungssitz. Schon 1935 bestand das Haus der Amira Nura, einer Schwester des Königs Abd al-Aziz. Der kleine Palast mit den damals eher ungewöhnlichen Außenfenstern lag nördlich von Riad zwischen der Stadtmauer und dem Murabba-Komplex. Die Stadtmauern wurden 1950 eingerissen. Der Murabba-Bezirk liegt heute zentral in der Stadt und gehört zum benachbarten Nationalmuseum von Saudi-Arabien. Um das Museum liegt eine Park- und Erlebnisanlage sowie der Wasserturm von Riad.
Der alte Stadtkern befindet sich heute im Stadtteil ad-Dira westlich der Straße Al Iman Turki Ibn Abdullah Ibn MHD. Das nördliche Tor in der Stadtmauer Al-Thumairi Gate ist leicht versetzt nahe dem alten Standort rekonstruiert worden. Das alte Fort al-Masmak ist erhalten und dient heute als Museum der Staatsgeschichte.
Die große Freitagsmoschee ist durch einen repräsentativen Bau ersetzt worden und im Osten nimmt der Al-Hokm-Palast (Justiz) einen Großteil des alten Stadtkerns ein. Ein wenig traditionelle Lehmarchitektur befindet sich noch im Westen des historischen Kerns, als die Stadt in den 1930er Jahren außerhalb der Stadtmauern erweitert wurde. Allerdings werden weiter alte Straßenzüge abgerissen und durch Neubauten ersetzt.
Am Wadi Hanifah (am nordwestlichen Stadtrand) liegt das in den 1980er Jahren entstandene Diplomatic Quarter (DQ). Dieser Stadtteil wird überwiegend von Diplomaten und ihren Familien bewohnt. Hier sind auch alle ausländischen Botschaften ansässig. Das DQ hat einen hohen Grünanteil und hebt sich vom schachbrettartigen Straßensystem Riads ab. Im Norden der Stadt sind in den 1990er Jahren zwischen dem neuen Flughafen und den Banban-Sandfeldern (im Volksmund Rote Sande) zahlreiche königliche Paläste entstanden.

### Parks
Die Hauptstadt beherbergt zahlreiche Parks und Grünanlagen. Im Stadtteil Olaya liegt der Al-Maktaba-Park. In diesem großen Areal gibt es Schwimmbecken, Wasserwege, Sitzecken und einen Uhrenturm.
Der Salam Park liegt im Stadtteil Qasr Al-Hokm. Er wird im Westen von der King Fahad Road und im Süden von der Tariq bin Ziad Road begrenzt. Der Park beherbergt unterschiedliche Landschaften wie beispielsweise Ackerland und Palmenhaine. Im Zentrum befindet sich ein 33.000 Quadratmeter großer See, der verschiedene Tiefenebenen aufweist und von einem zehn Meter breiten Fußweg umgeben wird.
Der Chamber of Commerce Park bedeckt eine Fläche von 25.000 Quadratmetern und liegt im Stadtteil al-Malaz. Er beherbergt grüne Hügel, Beete und Wasserbecken. Zahlreiche Gärten und Grünanlagen befinden sich im Diplomatic Quarter (DQ), einem der grünsten Stadtteile von Riad.
Das Wadi Hanifa wird im Westen der Stadt zu mehreren kleinen Stauseen aufgestaut. Einer hat sogar einen Springbrunnen. Das Wadi Namar wurde im Südwesten der Stadt auf rund 1,5 km zu einem kleinen Stausee aufgestaut, über dessen felsige Talwände zu bestimmten Zeiten ein Wasserfall stürzt.

### Sport

#### Fußball
Die beliebteste Sportart ist Fußball. Al-Hilal ist der bekannteste Verein in Riad. Er spielt seit Einführung der Saudi-Arabischen Fußballmeisterschaft 1975/76 in der ersten Liga, der Saudi Arabian Premier League. Seit seiner Gründung 1957 hat der Verein zwölf Mal die nationale Meisterschaft und jeweils zwei Mal den Asienpokal der Landesmeister und die Arabische Champions League gewonnen. Heimspielstätte ist das 75.000 Zuschauer fassende King Fahd International Stadium.
Al-Shabab, ein weiterer Klub aus Riad, gewann fünf Mal die Fußballmeisterschaft von Saudi-Arabien. Heimspielstätte des 1947 gegründeten Klubs ist ebenfalls das King Fahd International Stadium.
Ein weiterer erfolgreicher Klub aus der Hauptstadt ist Al-Nassr. Der 1955 gegründete Verein wurde sechs Mal Fußball-Landesmeister. Heimspielstätte ist das Prince Abdulrahman bin Saud Stadium mit einer Kapazität für 27.000 Zuschauer.

#### Weitere Sportarten
Traditionell erfreuen sich auch die Falkenjagd sowie Pferde- und Kamelrennen großer Beliebtheit.
Neuere Sportarten sind Golf, Tennis, Squash, Basketball und Schwimmen. Es gibt zahlreiche Reitzentren und Golfplätze (Sandanlagen) in der Region. E-Sport wird seit 2022 in einem großen Event gefördert.
Sport für Frauen ist erlaubt, jedoch nur in geschlossenen Komplexen, zu denen Männer keinen Zutritt haben.

### Gastronomie
Die Restaurants der Hauptstadt bieten dem Gast zahlreiche einheimische und internationale Spezialitäten. Für die traditionelle Küche Riads typische Lebensmittel sind Weizen (als Brotgetreide und vor allem in Form von Weizengrieß, Couscous oder Bulgur), Hirse, Datteln (das Brot der Wüste), diverse Gemüsesorten (oft gefüllt, als Schmorgericht oder milchsauer eingelegt) und Hülsenfrüchte.
Ziegen, Schafe, Hühner, seltener Rinder und Kamele decken den Bedarf an tierischen Nahrungsmitteln. Die Gerichte werden hauptsächlich mit Kreuzkümmel, Muskat, Zimt und Safran gewürzt. Zur Anwendung kommen aber auch frische Pfefferminze, Petersilie oder Koriander.
Es gibt in Riad spezialisierte Bereiche der Lebensmittelproduktion, die aus den Haushalten ausgelagert sind, etwa für Brot und Backwaren, wobei das Brot (in vielerlei Formen) fester Bestandteil jeder Mahlzeit ist. Es wird fast immer in Stücke gebrochen, statt es zu schneiden. Es dient auch zum Aufnehmen der Speisen oder als Grundlage für Süßspeisen, wie beispielsweise Om Ali.

### Handel

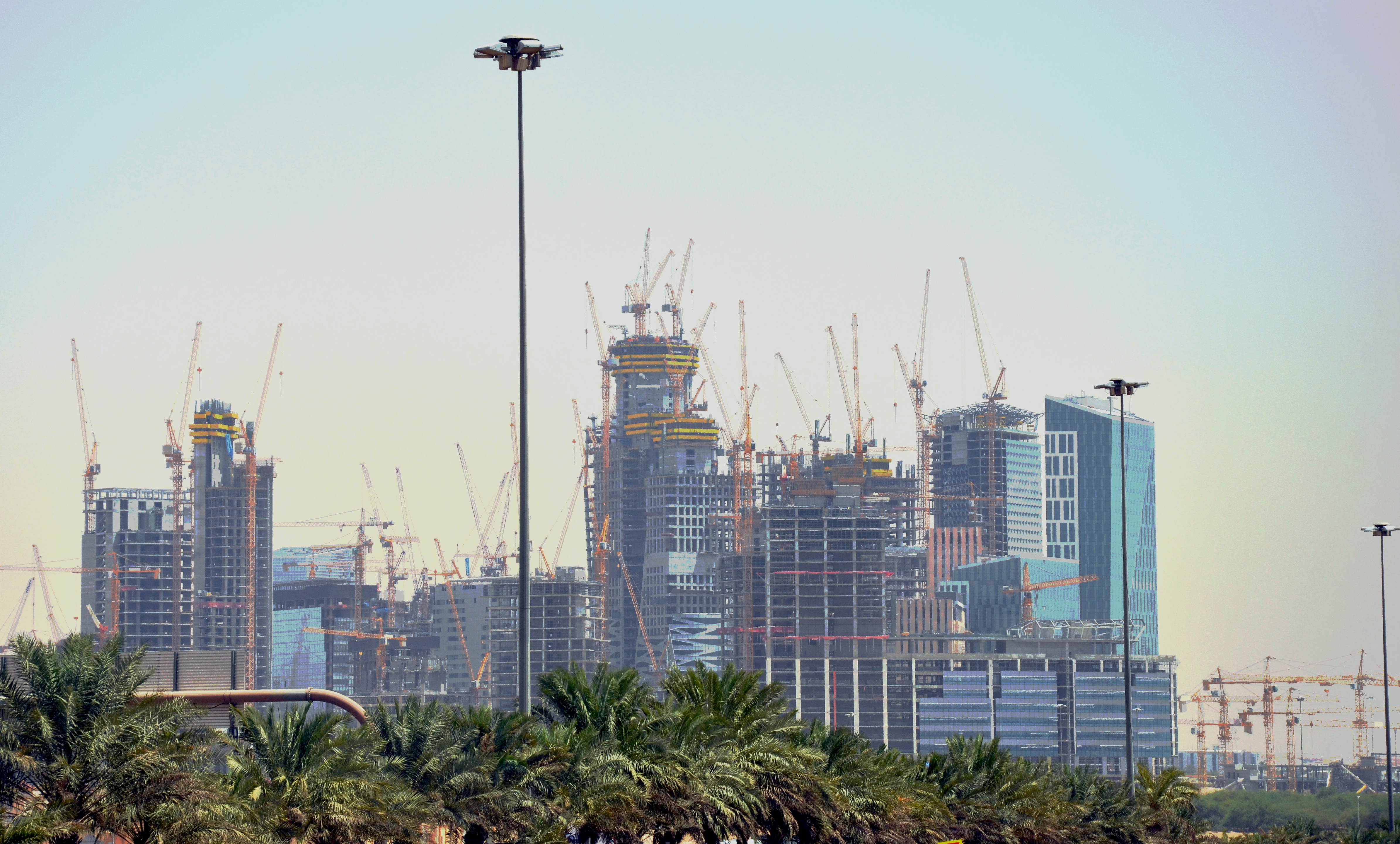
Der King Abdullah Financial District im Jahr 2012

In Riad gibt es zahlreiche moderne Einkaufszentren, kleine Geschäfte und traditionelle Märkte (Suqs). Viele Einkaufszentren liegen in der Olaya-Straße, dazu gehören unter anderem das Kingdom Center, das Al-Nemer Shopping Center, das Al-Andalous Shopping Center, das Al-Mousa Center, das Al-Jarir Bookstore und das Al Faisaliah Center. Am King-Fahad-Highway steht das Al-Oruba Plaza.
Einer der bedeutendsten Märkte in der Innenstadt ist der Dira Antik Suq am Dira-Platz, nahe dem Fort Masmak. Er bietet unter anderem Teppiche, Schmuck, Antiquitäten, Messingwaren, Lederwaren und Kleidung. Der überwiegende Teil der in Handarbeit hergestellten Waren stammt aus Pakistan oder Indien. Ein weiterer Markt ist Batha Suq, gelegen im Batha-Viertel. Dort werden hauptsächlich Elektrowaren, Haushaltsgeräte und Kleidung verkauft. Der Kuwaiti Suq auf der Olaya-Straße hat Haushaltswaren, Kleidung und in Handarbeit hergestellte traditionelle Waren im Angebot.

## Wirtschaft und Infrastruktur

### Wirtschaft
Wichtige Wirtschaftszweige der Hauptstadt sind die Herstellung von Baustoffen, die Nahrungsmittelindustrie und erdölverarbeitende Industrie, hier insbesondere die Saudi Basic Industries Corporation. In Riad hat Tadawul, die einzige Börse Saudi-Arabiens, ihren Sitz. Die jüngere Stadtentwicklung vollzieht sich nach Norden. Die Stadt erhält einen Großteil ihres Trinkwassers mittels eines Pipelinesystems aus Meerwasser-Entsalzungsanlagen am Persischen Golf.
Die meisten finanziellen Mittel werden für die Bevölkerung und die Infrastruktur aufgewendet. Wasser, Strom und Inlandstelefon sind für jeden Saudi kostenlos, das soll sich für die nicht Arbeitenden jedoch ändern. Es werden keine offiziellen Angaben zur Arbeitslosigkeit gemacht. Schätzungen gehen von einer Quote von bis zu 30 Prozent aus. Ein weiteres Problem für die jungen Saudis in Riad ist, dass hoch bezahlte Arbeitsplätze vom Staat nicht mehr wie selbstverständlich an jeden Saudi vergeben werden.
Die Regierung versucht, den Einsatz ausländischer Gastarbeiter zu reduzieren und niedrig bezahlte Arbeitsplätze mit jungen Saudis zu besetzen – bislang werden nur 44 Prozent der Arbeitsplätze in Riad von Saudis bekleidet.
Fast alle Führungspositionen in der Hauptstadt sind an Saudis vergeben.

### Verkehr

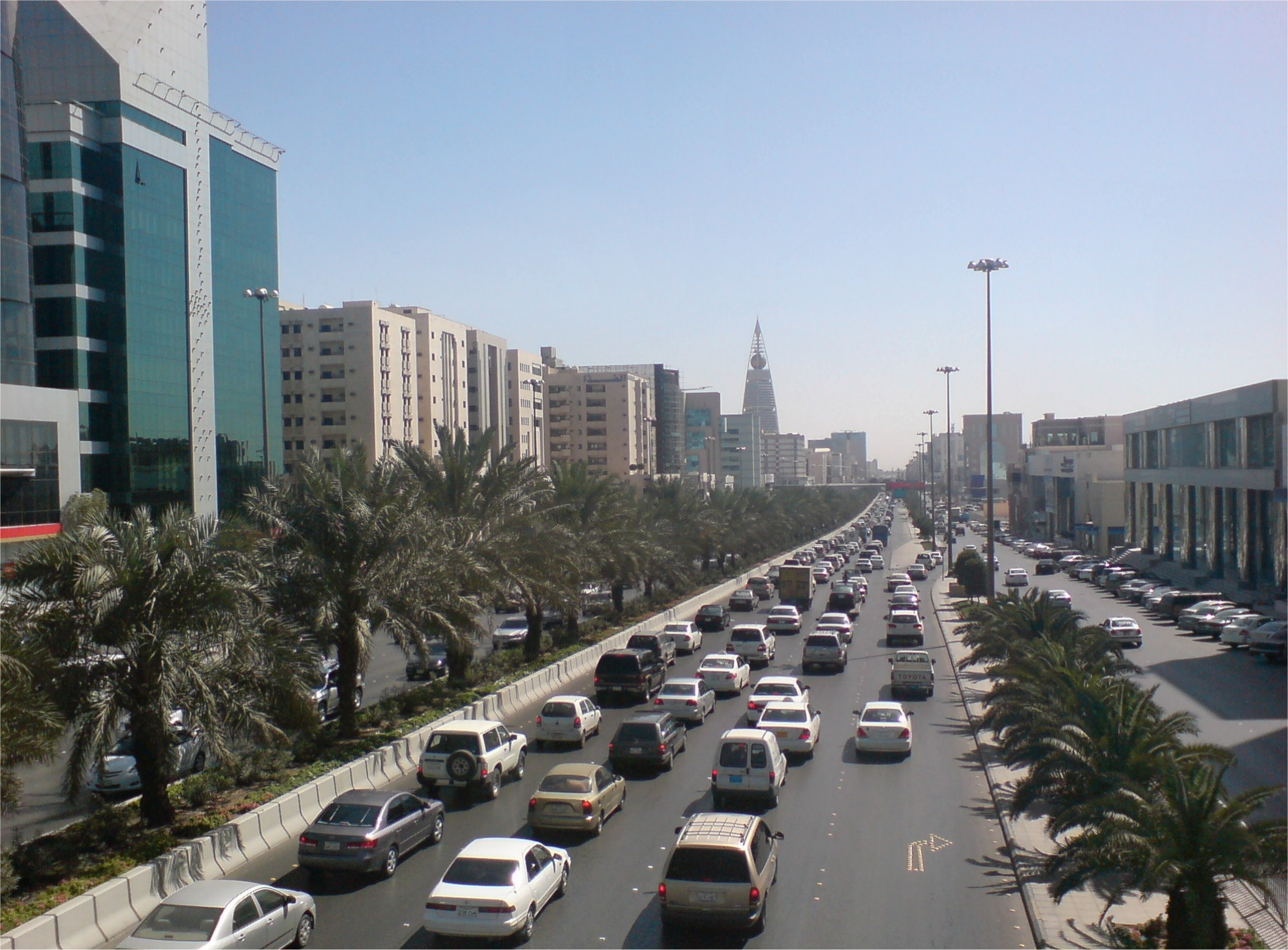
Hauptachse King Fahd Road, Februar 2008

Riad ist ein bedeutender Durchreiseort der arabischen Welt, der Pilgerwege nach Mekka und Medina, den wichtigsten Pilgerstätten des Islam. Die erste Eisenbahn erreichte Riad im Jahr 1951. Die Stadt besitzt einen internationalen Flughafen und eine Ringautobahn. Sie ist durch Fernverkehrsstraßen und Bahnlinien mit dem Persischen Golf an der Ostküste des Landes verbunden.

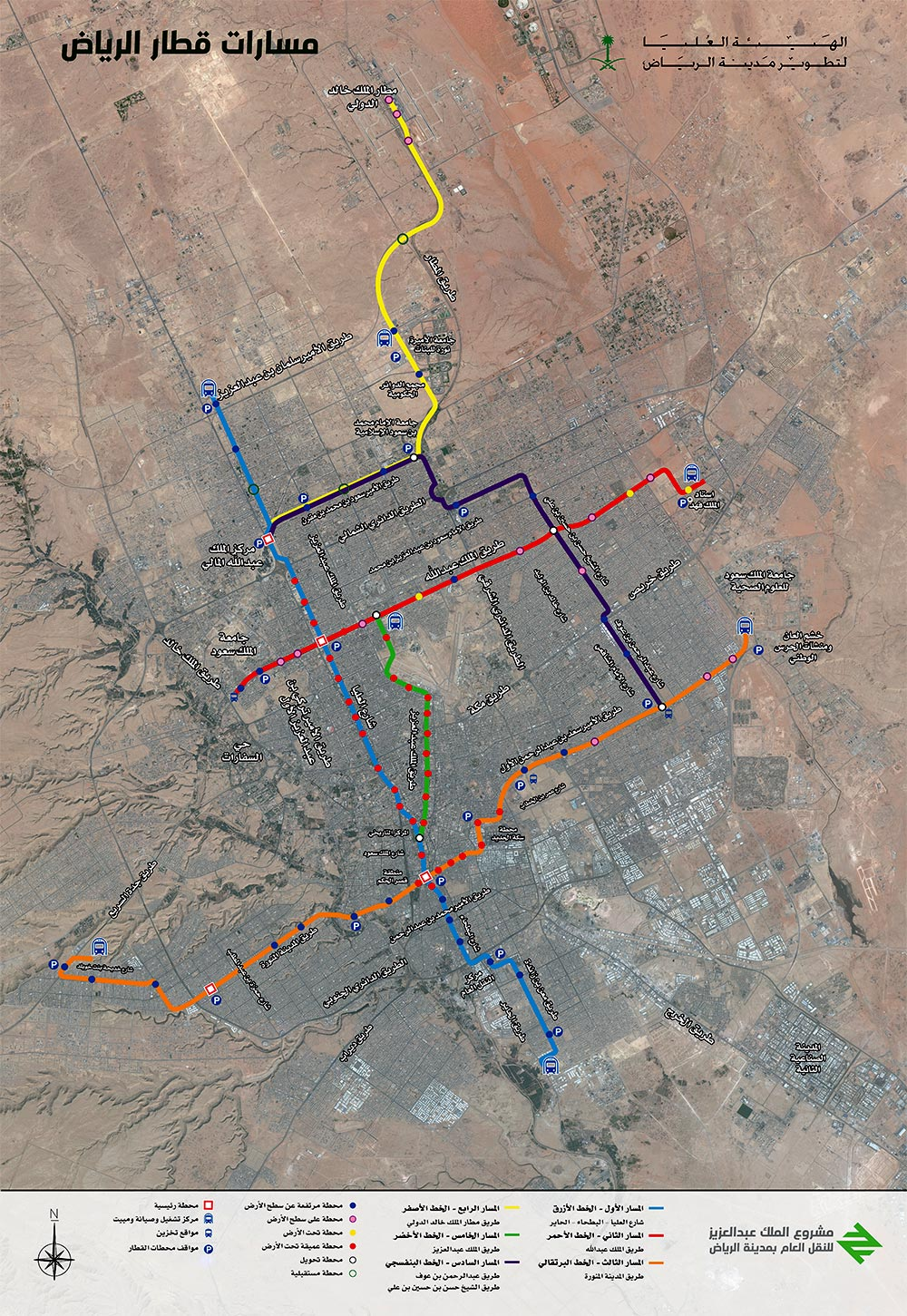
U-Bahn-Netz Riad

Von 2014 bis 2023 haben mehrere internationale Konsortien aus Generalunternehmen und Zügehersteller ein komplettes U-Bahn-Netz errichtet. Es handelt sich um Bechtel/Siemens, Salini Impregilo/Bombardier/Ansaldo STS sowie FCC/Alstom.
Darüber hinaus gibt es dieselgetriebene Omnibusse, die sich die Fahrspuren mit dem Individualverkehr teilen. Betreiber des Busliniennetzes ist die Saudi Public Transport Company (SAPTCO). Zum Einsatz kommen auch klimatisierte Doppeldeckerbusse. Alle Omnibusse besitzen einen abgeschirmten Teil für weibliche Fahrgäste. Auf dem Campus der König-Saud-Universität verkehrt seit Oktober 2012 der Oberleitungsbus Riad, er ist der erste des Landes.

### Bildung
Die Stadt ist Sitz zahlreicher Universitäten, einer Islamischen Hochschule, einer Militärakademie, der Nationalbibliothek sowie Hochschulen für Verwaltung, Pädagogik und Technik. Folgende Universitäten befinden sich in Riad:
König-Saud-Universität, König-Abdulaziz-Universität, Imam-Muhammad-bin-Saud-Universität, Arab Open University, König Khalid bin Abdul Aziz-Universität, Technical Trainers College, Princess Nora bint Abdul Rahman University.

## Persönlichkeiten
- Abd al-Aziz ibn Saud (1875–1953), Gründer des modernen Königreichs Saudi-Arabien und erster König Saudi-Arabiens (1932–1953)
- Faisal ibn Abd al-Aziz (1906–1975), König von Saudi-Arabien (1964–1975)
- Abd al-Aziz ibn Baz (1910–1999), Großmufti (1994–1999)
- Mohammed bin Abdulaziz Al Saud (1910–1988), Kronprinz von Saudi-Arabien und Gouverneur der Provinz Medina
- Fahd ibn Abd al-Aziz (1921–2005), König von Saudi-Arabien (1982–2005)
- Abdullah bin Faisal Al Saud (1923–2007), Gesundheits- und Innenminister von Saudi-Arabien
- Faisal bin Turki I Al Saud (1920–1968), Innenminister von Saudi-Arabien
- Abdullah ibn Abd al-Aziz (1924–2015), König von Saudi-Arabien (2005–2015)
- Mutaib ibn Abd al-Aziz (1931–2019), Politiker
- ʿAbd al-ʿAzīz Āl asch-Schaich (* 1943), Großmufti (seit 1999)
- Mohammed bin Nasser Al Saud (* 1945), Politiker, Mitglied der Saudi-Dynastie, Gouverneur der Provinz Dschazan
- Nasser al-Johar (* 1946), Fußballspieler und -trainer
- Faisal bin Abdullah Al Saud (* 1950), Politiker und Mitglied der Saudi-Dynastie
- Fahd bin Sultan Al Saud (* 1950), Politiker und Mitglied der Saudi-Dynastie
- Osama bin Laden (1957–2011), Terrorist
- Faisal bin Mischal bin Saud Al Saud (* 1959), Politiker und Mitglied der Saudi-Dynastie
- Chalid al-Falih (* 1960), Manager
- Khalid al-Temawi (* 1968), Fußballspieler
- Fahad al-Mehallel (* 1970), Fußballspieler
- Yousuf al-Thunayan (* 1970), Fußballspieler
- Fuad Amin (* 1972), Fußballspieler
- Sami al-Dschabir (* 1972), Fußballspieler
- Ramzy al-Duhami (* 1972), Springreiter
- Khamis al-Dosari (1973–2020), Fußballspieler
- Ibrahim al-Harbi (* 1975), Fußballspieler
- Turki bin Mohammed (* 1979), Politiker
- Hind Mohammed (* 1981), Schauspielerin
- Ahmed al-Scharaa (* 1982), Übergangspräsident
- Abdulaziz bin Turki Al Saud (* 1983), Autorennfahrer
- Abdulaziz bin Saud (* 1983), Politiker
- Saad al-Harthi (* 1984), Fußballspieler
- Abdoh Otayf (* 1984), Fußballspieler
- Taisir al-Jassim (* 1984), Fußballspieler
- Badr bin Abdullah Al Saud (* 1985), Politiker
- Omar Hawsawi (* 1985), Fußballspieler
- Waleed Abdullah (* 1986), Fußballspieler
- Walid Atta (* 1986), äthiopisch-schwedischer Fußballspieler
- Abdulmalek al-Khaibri (* 1986), Fußballspieler
- Abdullah bin Bandar (* 1986), Politiker
- Faisal bin Fahd bin Muqrin Al Saud (* 1986), Politiker und Mitglied der Saudi-Dynastie
- Abdullah al-Mayouf (* 1987), Fußballspieler
- Mila Al Zahrani (* 1988), Schauspielerin
- Nawaf al-Abed (* 1990), Fußballspieler
- Omar Abdulrahman (* 1991), Fußballspieler
- Abdullah Otayf (* 1992), Fußballspieler
- Riyadh Sharahili (* 1993), Fußballspieler
- Kariman Abuljadayel (* 1994), Sprinterin
- Abdulmajeed al-Sulayhem (* 1994), Fußballspieler
- Abdullah al-Khaibari (* 1996), Fußballspieler
- Ali Lajami (* 1996), Fußballspieler
- Zaid al-Bawardi (* 1997), Fußballspieler
- Sami al-Najei (* 1997), Fußballspieler
- Nasser al-Omran (* 1997), Fußballspieler
- Nasser al-Dawsari (* 1998), Fußballspieler
- Michael Mmoh (* 1998), US-amerikanischer Tennisspieler
- Waleed al-Ahmed (* 1999), Fußballspieler
- Rhys Norrington-Davies (* 1999), walisisch-saudi-arabischer Fußballspieler
- Firas al-Buraikan (* 2000), Fußballspieler
- Majed Qasheesh (* 2001), Fußballspieler
- Ayman Yahya (* 2001), Fußballspieler
- Hussain Besou (* 2011), deutscher Schachspieler